# Benjamin Tewaag
Benjamin Matthias Christian Tewaag (* 27. April 1976 in München) ist ein deutscher  Filmproduzent, der sich früher auch als Moderator, Regisseur, Drehbuchautor und Sänger der Band Eschenbach betätigte.

## Leben
Benjamin „Ben“ Tewaag ist das älteste der drei Kinder der Schauspielerin Uschi Glas und des Filmproduzenten Bernd Tewaag. Tewaag arbeitete lange als Erster Aufnahmeleiter, bevor er vor die Kamera trat. Im Jahr 2005 spielte er in der RTL-Serie Das geheime Leben der Spielerfrauen mit, die teilweise von ihm koproduziert wurde. Die Serie wurde aufgrund mangelnder Quoten und schlechter Kritik bereits nach vier Folgen abgesetzt. Auf MTV Germany moderierte er die Sendungen Mission MTV und den deutschen Jackass-Ableger MTV Freakshow.
Im Jahr 2002 geriet Tewaag in die Schlagzeilen, weil man ihm die Beteiligung an einer Schlägerei vor der Münchner Diskothek P1 vorwarf, bei der er einen Kameramann mit Rum übergossen und angezündet haben soll. In den Jahren 2009/2010 war er aufgrund eines gegen ihn ergangenen Urteils wegen einer an seiner Freundin begangenen Körperverletzung für 18 Monate inhaftiert. Über seine Zeit im Gefängnis schrieb er den Roman 313.
Im Jahr 2015 stand Tewaag erneut wegen Körperverletzung vor Gericht. Er wurde vom Amtsgericht Tiergarten wegen versuchter Nötigung und Körperverletzung zu 170 Tagessätzen à 60 Euro verurteilt. Ende 2015 wurde Tewaag auf Ibiza nach einem selbstverschuldeten Autounfall unter Alkoholeinfluss festgenommen. Anfang 2016 wurde er deshalb zu einer mehrmonatigen Haftstrafe auf Bewährung, Führerscheinentzug und Schmerzensgeld verurteilt.
Im September 2016 war Tewaag einer von zwölf Teilnehmern der vierten Staffel von Promi Big Brother auf Sat.1. Er verließ die Reality-Show als Sieger und gewann 100.000 Euro.
Im Mai 2019 kam es in einem Lokal in Würzburg zu einer Auseinandersetzung unter Beteiligung Tewaags, in deren Verlauf die Polizei gerufen wurde, die ihn mit zur Wache nahm. Tewaag beschuldigte später einen Polizisten zu Unrecht, ihm gegenüber gewalttätig geworden zu sein. Dafür erhielt er einen Strafbefehl, der ihm eine öffentliche Verhandlung ersparte. 
Im August 2019 wurde Tewaag in Berlin festgenommen, nachdem er im alkoholisierten Zustand die Reifen eines Fahrzeugs zerstochen hatte. 
Benjamin Tewaag hat mit der Schauspielerin Alexia von Wismar einen im Mai 2015 geborenen Sohn.
Tewaag war Geschäftsführer der PHX Pictures GmbH, einer Film-Produktionsfirma mit Spezialisierung auf High-End-Kamera-Drohnen. Sie fertigte Drohnenaufnahmen für Kino- und Fernsehfilme, Musikvideos und Werbespots an. Die Firma wurde im Juli 2022 liquidiert.
Tewaag war 2024 Teilnehmer der 5. Staffel von Kampf der Realitystars – Schiffbruch am Traumstrand, er verließ die Show aber mit dem 21. Platz.

## Filmografie
Darsteller
- 2005: Das geheime Leben der Spielerfrauen (Fernsehserie, 4 Folgen)
- 2003: Rigor Mortis – The Final Colours
- 2018: Feierabendbier

Regisseur, Produzent und Drehbuch
- 2002: MTV Freakshow (Fernsehserie)
- 2003: Mission MTV (Fernsehserie)

Fernsehshow
- 2013: Eins gegen Eins
- 2016: Promi Big Brother
- 2017: Schulz & Böhmermann
- 2024: Kampf der Realitystars – Schiffbruch am Traumstrand